# Santo subito

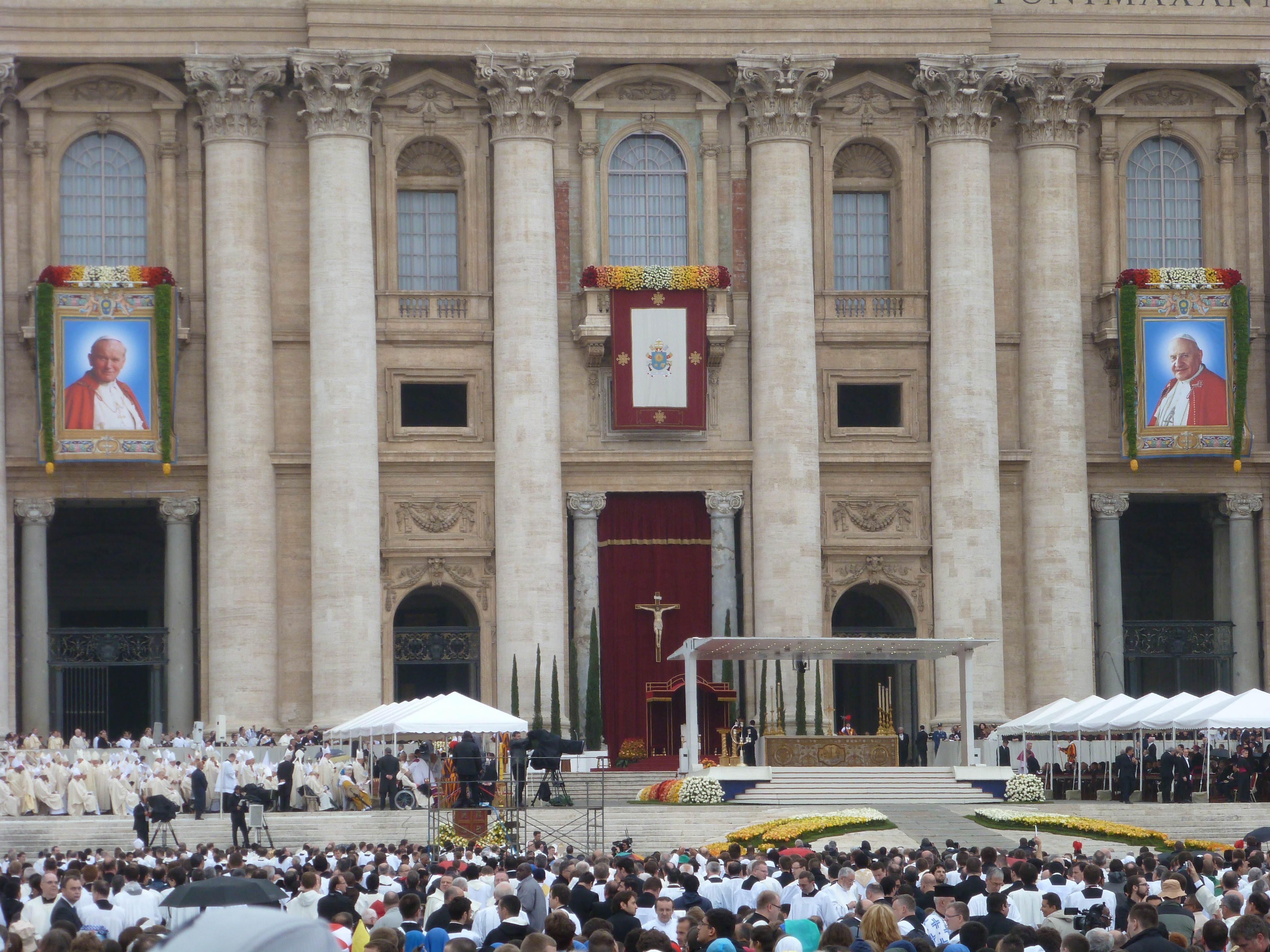
Canonització de Joan Pau II, juntament amb la de Joan XXIII per Francesc.

"Santo subito" ("sant sobtat") és una expressió en italià, que va aparèixer per primera vegada el 2005, com a forma de demanar la ràpida canonització del papa Joan Pau II.

## Història

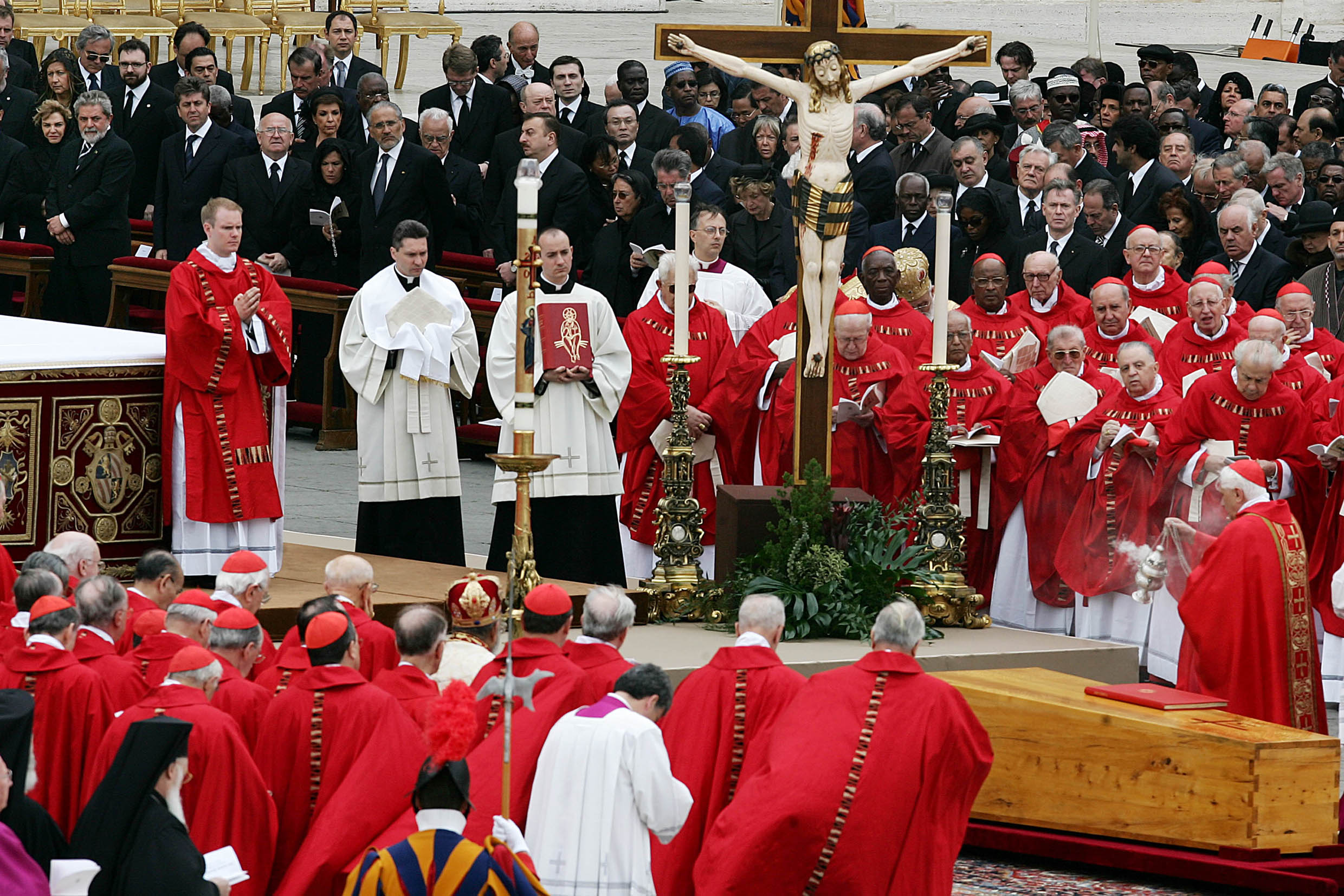
Funeral de Joan Pau II.

L'expressió va néixer durant l'enorme reunió de fidels catòlics a Roma amb motiu de la mort i del funeral de Juan Pablo II. Durant aquesta reunió improvisada, un gran grup de fidels catòlics, especialment joves, van començar a crisdar l'eslògan, aixecant pancartes exposant-ho.
L'aclamació dels fidels va ser anòmala pel que fa a la pràctica de l'Església: la butlla papal Novae leges pro causis Sanctorum (1983) estableix que el procés de canonització d'una persona no pot començar fins a cinc anys després de la seva mort. No obstant això, el 28 d'abril de 2005, el Papa Benet XVI va donar suport a la sol·licitud, atorgant una dispensa de cinc anys per a l'inici de la causa de beatificació i canonització. La causa va ésser inaugurada oficialment el 28 de juny del mateix any, i Joan Pau II va ser beatificat l'1 de maig de 2011. Després, el 27 d'abril de 2014 va ser canonitzat pel Papa Francesc.

## En els mitjans de comunicació
Gràcies als mitjans de comunicació, l'eslògan es va estendre ràpidament per tota Itàlia, convertint-se l'expressió "santo subito" ("sant sobtat") també en una frase ganxo de caràcter humorístic. Un gran freqüentador d'aquesta expressió fou el periodista Marco Travaglio, en to de broma o d'ironia degut a la suposada impecabilitat de les accions en algun tema determinat o, al menys, de les pretensions d'impecabilitat. Al 2006, els nous campions del mundial de futbol, la selecció italiana de futbol, van ser rebuts a Itàlia amb el crit de "santi subito".